# Lê Thiết Hùng
Thiếu tướng Lê Thiết Hùng (1908 – 1986) nhà hoạt động cách mạng, được xem là vị tướng được phong quân hàm đầu tiên của Quân đội nhân dân Việt Nam.

## Thiếu thời
Ông tên thật là Lê Văn Nghiệm, tên khác là Lê Trị Hoàn, sinh năm 1908 tại xã Thông Lạng (nay là xã Thông Tân), huyện Hưng Nguyên, tỉnh Nghệ An, cha là Lê Văn Nghiêm và mẹ là Trần Thị Sáu.

## Ra nước ngoài từ sớm
Năm 1924, với bí danh Lê Như Vọng, ông tham gia đoàn học sinh sang Thái Lan với Lê Hồng Phong (vốn là anh em con chú bác ruột với ông). Tới Thái Lan, năm sau ông cùng một người nữa được chọn sang Quảng Châu hoạt động. Nguyễn Ái Quốc, lúc đó mang tên Lý Thụy, đã đặt cho ông tên Lê Quốc Vọng, sau là Lê Thiết Hùng
Ông vào học ở trường quân sự Hoàng Phố, sau đó theo yêu cầu của tổ chức, năm 1928 gia nhập quân đội Quốc dân đảng Trung Quốc, làm đến quân hàm Đại hiệu tương đương đại tá. Trong thời gian này, ông đã thu thập tin tức tình báo (cùng với ông Hồ Học Lãm) chuyển cho Đảng Cộng sản Trung Quốc, vận chuyển những va li tài liệu mật, vũ khí trang bị, thậm chí còn tiến hành cả kế hoạch đánh tráo và giải thoát cho tù chính trị thành công.
Ông gia nhập Đảng Cộng sản Việt Nam năm 1930, Đảng Cộng sản Trung Quốc năm 1931.
Ông đã hai lần sang Nhật gặp Kỳ ngoại hầu Cường Để lãnh tụ Việt Nam Quang phục hội vào tháng 11 năm 1931 và từ tháng 11 năm 1932 đến tháng 2 năm 1933.
Năm 1940, ông được lệnh về Việt Nam, nhưng đến Tĩnh Tây, Quảng Tây (Trung Quốc) lại được phân công ở lại đây làm đại diện cho Việt Nam Giải phóng Đồng minh hội (sau đổi thành Việt Nam Độc lập Đồng minh).

## Về Việt Nam
Cuối năm 1941, tại Pác Bó (Cao Bằng) Lê Quốc Vọng được Hồ Chí Minh giao nhiệm vụ cùng với Lê Quảng Ba lập đội vũ trang đầu tiên gồm 12 người. Lê Quốc Vọng làm chính trị viên.
Ngày 9 tháng 3 năm 1945, ông chỉ huy lực lượng vũ trang của Việt Minh giành chính quyền tại Thất Khê, Đồng Đăng, Na Sầm.

## Chỉ huy quân đội cách mạng
Tham gia Việt Minh, ông là một trong những cán bộ quân sự chủ chốt đầu tiên của chính phủ lâm thời Việt Nam Dân chủ Cộng hòa.
Trong sắc lệnh số 185 ngày 24 tháng 9 năm 1946 do Bộ trưởng Nội vụ Huỳnh Thúc Kháng ký, ông đã mặc nhiên là Thiếu tướng cho tương xứng với sĩ quan Pháp khi làm việc (khi đó trong Quân đội Quốc gia Việt Nam chưa có ai được phong hàm sĩ quan), được cử giữ chức vụ Tổng Chỉ huy Tiếp phòng quân (đến 20/11/1946, được thay bởi Hoàng Văn Thái ), một bộ phận của Quân đội Quốc gia Việt Nam (Hoàng Hữu Nam là Chính trị viên). Đây chính là lý do ông được xem là vị tướng đầu tiên của Quân đội nhân dân Việt Nam. Mãi đến ngày 7-7-1948, Chủ tịch Hồ Chí Minh mới ký Sắc lệnh số 203-SL phong quân hàm Thiếu tướng cho ông Lê Thiết Hùng.
Ngày 20 tháng 11 năm 1946 ông được cử giữ chức Chủ tịch Ủy ban Kháng chiến miền Nam Việt Nam (thay cho ông Nguyễn Sơn).
Khi quân Pháp tái chiếm Đông Dương, ông giữ chức Khu trưởng Chiến khu IV. Ngày 10 tháng 7 năm 1947, ông được điều về công tác ở Bộ Tổng chỉ huy, phụ trách thanh tra Bộ đội Quốc gia Việt Nam. Nguyễn Sơn thay ông làm Khu trưởng Chiến khu IV.
Tháng 1/1948, ông giữ chức Tổng thanh tra quân đội kiêm chức Hiệu trưởng Trường Lục quân Việt Nam (1948-1954)., Ông có tên trong danh sách 9 thiếu tướng được phong lần đầu tiên năm 1948.
Ông từng là Chỉ huy trưởng mặt trận Bắc Cạn và Tuyên Quang, lãnh đạo quân đội chống lại cuộc tấn công đầu tiên của Pháp vào căn cứ Việt Bắc.
Sau đó ông làm Tư lệnh Bộ Chỉ huy Pháo binh (1954-1956), Hiệu trưởng đầu tiên Trường Sĩ quan Pháo binh (1956-1963) kiêm Chỉ huy trưởng Sở Chỉ huy phòng không.
Năm 1963 ông chuyển sang làm công tác đối ngoại: được cử làm Đại sứ Việt Nam Dân chủ Cộng hòa tại Triều Tiên đến năm 1970, người thay thế ông là ông Bùi Đình Đổng sau đó làm Phó ban CP 48, tháng 5/1970 làm Phó Trưởng Ban Đối ngoại Trung ương Đảng Cộng sản Việt Nam (ngày 18-2-1969 Bùi Đình Đồng làm Đại sứ tại nước Cộng hòa Dân chủ Nhân dân Triều Tiên thay Lê Thiết Hùng, ngày 1-8-1970 bổ nhiệm Lê Đông thay Bùi Đình Đồng).
Ông được Nhà nước tặng thưởng Huân chương Hồ Chí Minh.

## Gia đình
Trong thời gian hoạt động ở Trung Quốc, năm 1936, ông lập gia đình với bà Hồ Diệc Lan (1920-1947), con gái nhà cách mạng Hồ Học Lãm. Bà được kết nạp vào Đảng Cộng sản Trung Quốc khi còn rất trẻ và sống ở căn cứ địa cách mạng Trung Quốc vô cùng thiếu thốn, nên nhiễm bệnh phổi. Tháng 6 năm 1946, Hồ Diệc Lan cùng mẹ và em gái là Hồ Mộ La được đại diện Chính phủ Việt Nam đón về nước (ông Hồ Học Lãm đã mất tại Trùng Khánh, Trung Quốc năm 1943). Tháng 10 năm sau, do bệnh tình quá nặng, Hồ Diệc Lan đã qua đời tại quê nội (Nam Đàn, Nghệ An) ở tuổi 27. Hai ông bà chưa có con.
Năm 1948, Thiếu tướng Lê Thiết Hùng kết hôn với nữ bác sĩ quân y Nguyễn Tuyết Mai, sinh năm 1924. Bà Tuyết Mai là cựu nữ sinh Trường Đồng Khánh (Hà Nội), giỏi tiếng Pháp, đã tốt nghiệp khoa Sản Trường Đại học Y Dược Hà Nội. Trước khi nghỉ hưu, bà là Trưởng ban Quân y của Tổng cục Kỹ thuật (Bộ Quốc phòng). Người con gái duy nhất của hai ông bà là Lê Mai Hương (sinh năm 1958), cán bộ của PA27 Công an Hà Nội.
Ông mất năm 1986 tại Hà Nội, thọ 78 tuổi và an táng tại Nghĩa trang Mai Dịch.
Để vinh danh ông, UBND TP Vinh (tỉnh Nghệ An) lấy tên ông đặt tên cho một con đường tại phường Bến Thủy.